# Survivre à ses enfants
 (juillet 2021).
Si vous disposez d'ouvrages ou d'articles de référence ou si vous connaissez des sites web de qualité traitant du thème abordé ici, merci de compléter l'article en donnant les références utiles à sa vérifiabilité et en les liant à la section « Notes et références ».
Survivre à ses enfants est une comédie québécoise en treize épisodes de 22 minutes produite par Avanti Groupe qui a été mise en ligne le 22 juin 2021 sur ICI TOU.TV Extra, puis diffusée à la télévision à l'hiver 2022 sur ICI Radio-Canada Télé.

## Synopsis
L’amitié qui unit Nadine, Kamyar, Annie, Philippe et Josée ne s’est pas effritée avec la parentalité. Elle leur a plutôt permis de… survivre à leurs enfants! Leurs rencontres sont exutoires et permettent de désamorcer les situations absurdes dans lesquelles les plongent leur progéniture.

## Fiche technique
- Titre original : Survivre à ses enfants[3]
- Création : 2021
- Réalisatrice : Louise Archambault
- Script-éditeur: François Avard
- Auteur : Jean-François Léger[4]
- Directeur de la photographie : Mathieu Laverdière
- Directrice artistique : Fannie Legrand
- Créatrice de costume: Marie-Claude Guay
- Monteur : Mathieu Bouchard
- Musique: Mathieu Vanasse
- Productrices exécutives: Patricia Blais et Monic Lamoureux
- Productrice déléguée : Carolyne Boucher
- Productrice : Marie-Hélène Laurin
- Sociétés de production : Avanti Groupe
- Pays d'origine : Canada
- Langue originale : Français
- Genre : Comédie
- Nombre de saisons : 1
- Nombre d'épisodes : 13 épisodes
- Durée : 21 minutes

## Distribution
- Mani Soleymanlou : Kamyar
- Mélissa Désormeaux-Poulin : Nadine
- Anna Beaupré Moulounda : Josée
- Catherine Bérubé : Annie
- Mickaël Gouin : Philippe
- Marie-Ève Perron : Stéphanie
- Marguerite D'Amour : Arianne
- Cassandra Latreille : Jasmine
- Liam: Patenaude : Sam
- Alex Dupras : Benjamin
- Emma Lafrenière : Mégane
- Sidney et Olivier Manning : Édouard
- Éric Paulhus : Martin
- Maxime Denommée : Daniel
- Elkhana Talbi : Eva
- Fanny Rainville : mère à la partie de ringuette
- Léa Pilotte : Lili
- Joseph Deloroy : Philémon

## Épisodes
1. Les premiers pas
2. La ringuette de Jasmine
3. Le BBQ
4. La fête de Kamyar
5. La fin de semaine de filles
6. La grande annonce
7. Le spectacle
8. L'argent fait le bonheur
9. L'exposition de Sam
10. Le pique-nique
11. Les boulettes
12. Le chien
13. La fête de Mégane